# Suda (Creta)
Suda (grec Σούδα, transliterat normalment com Souda) és una població i municipi del nord-oest de l'illa grega de Creta, a la Prefectura de Khanià. És un important port al fons de la badia de Suda.
La població actual de Suda és a poc més de 6 km a l'est de la ciutat de Khanià, i té uns 8.000 habitants. Tota la zona és de recent construcció en el que fins als 1870, en temps dels turcs, eren marendes i salines. La badia de Suda és un dels ports naturals del Mediterrani més profunds i a més fàcil de defendre. A l'entrada de la badia hi ha la petita illa de Suda que té un castell de l'època veneciana.
Actualment, Suda és el port d'arribada dels vaixells que venen del Pireu, el port d'Atenes. També hi ha una base naval de l'OTAN, i moltes àrees tancades amb instal·lacions militars. Hi ha un cementiri de guerra de la Segona Guerra Mundial amb soldats del bàndol aliat (britànics, australians i neozelandesos).